# Cal Sorribes (Torrefeta i Florejacs)
Cal Sorribes és una casa de Sedó, al municipi de Torrefeta i Florejacs (Segarra), inclosa a l'Inventari del Patrimoni Arquitectònic de Catalunya.

## Descripció
Edifici de tres plantes i golfes. A la façana nord (carrer Major), entrada rectangular amb porta de fusta, que s'hi accedeix per uns graons de pedra. Aquesta entrada dona a la segona planta. A la planta següent hi ha un balcó de forja i, a les golfes, una petita finestra.
A la façana oest (carrer Travessera de Baix), a la planta baixa, a l'esquerra, hi ha una entrada amb arc rebaixat (originalment era de mig punt adovellat). A la dreta hi ha una altra entrada rectangular. A la segona planta, a la dreta, hi ha dos balcons de forja i a l'esquerra una finestra amb ampit. A la tercera planta hi ha tres finestres i a les golfes tres més.
A la façana est (carrer del Portal), a la planta baixa entrada amb llinda de pedra. A la segona planta hi ha cinc finestres. A la planta següent un balcó de forja i a la seva esquerra hi ha una finestra.